# Tarkus

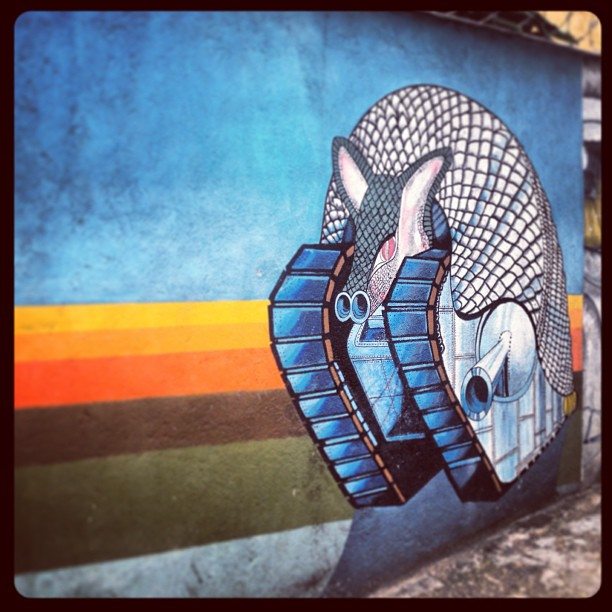
Graffito met het motief van de platenhoes van Tarkus in São Paulo.

Tarkus is een album uit 1971 van de Britse progressieve rockband Emerson, Lake & Palmer. Het is het tweede album van de band.
Het nummer Tarkus vult één volledige kant van de elpeeversie. Tarkus is opgebouwd uit een zevental delen; de instrumentale orgelstukken van Emerson en de songs van Lake zijn tot een geheel aan elkaar verbonden.
De tweede kant bestaat uit een zestal individuele nummers. Het laatste nummer, Are you ready, Eddy? is een hommage aan de man achter de knoppen Eddy Offord.

## Tracks

### Elpee kant 1
1. Tarkus
  1. Eruption – 2:43 (Emerson)
  2. Stones of Years  – 3:43 (Emerson/Lake)
  3. Iconoclast – 1:16 (Emerson)
  4. Mass – 3:09 (Emerson/Lake)
  5. Manticore – 1:49 (Emerson)
  6. Battlefield – 3:57 (Lake)
  7. Aquatarkus – 3:54 (Emerson)

### Elpee kant 2
1. Jeremy Bender – 1:41 (Emerson/Lake)
2. Bitches Crystal – 3:54 (Emerson/Lake)
3. The only way (Hymn) – 3:50 (Emerson /Lake) (in het nummer worden thema’s gebruikt van J.S. Bachs Toccata in F en Prelude VI)
4. Infinite Space (Conclusion) – 3:18 (Emerson/Palmer)
5. A Time and a Place – 3:00 (Emerson/Lake/Palmer)
6. Are you ready, Eddy? – 2:09 (Emerson/Lake/Palmer)

## Bezetting
- Keith Emerson: hammondorgel C3 en L100, pijporgel van St. Marks, piano, celesta, moog-synthesizer
- Greg Lake: zang, basgitaar, elektrische en akoestische gitaar, cello
- Carl Palmer: drums, percussie